# Calabroraphidia renate
Calabroraphidia renate is een kameelhalsvliegensoort uit de familie van de Raphidiidae. De soort komt voor in Italië.
Calabroraphidia renate werd voor het eerst wetenschappelijk beschreven door Rausch et al. in 2004.